# A. J. DeLaGarza
Adolph Joseph „A. J.“ DeLaGarza (* 4. November 1987 in Bryans Road, Maryland) ist ein US-amerikanischer Fußballspieler auf der Position des Verteidigers. Er spielt seit 2021 bei New England Revolution in der Major League Soccer und ist guamischer Nationalspieler.

## Karriere

### Jugend und College
DeLaGarza nahm 1999 mit der U-12 von D.C. United am Danone Nations Cup in Frankreich teil. Auch an der Highschool in Indian Head spielte er in der Fußballmannschaft der Schule.
An der University of Maryland spielte er dann für die Fußballmannschaft des Colleges, die Maryland Terrapins. Mit den Terrapins konnte er 2005 und 2008 den College Cup, die nationale Hochschulmeisterschaft im Fußball, gewinnen. Für seine Leistungen am College erhielt er mehrere Ehrungen und wurde unter anderem 2008 zum Co-Most Valuable Defensive Player gewählt. Nachdem er dann die vier Jahre am College absolviert hatte, entschloss er sich in die MLS zu wechseln.

### Major League Soccer
Beim MLS SuperDraft 2009 wurde er von der LA Galaxy, in der zweiten Runde und an insgesamt 19. Stelle, ausgewählt. Am 22. März 2009 gab er im ersten Saisonspiel gegen D.C. United sein Debüt in der MLS. Durch die Verletzung von Sean Franklin rückte er sogar in die Startelf und begann in 16 aufeinanderfolgenden Partien von Anfang an. Im weiteren Verlauf der Saison bestritt er insgesamt 22 Partien und schoss dabei ein Tor, ehe er sich selber verletzt hatte. In der darauf folgenden Saison spielte er nicht mehr so häufig und schoss aber immerhin sein zweites Tor in der MLS.
Zur Saison 2017 wechselte DeLaGarza innerhalb der MLS zu Houston Dynamo. Neben 57 MLS-Einsätzen kam er in der Saison 2018 auch 4-mal im Farmteam, den Rio Grande Valley Toros, in der USL Championship zum Einsatz.
Zur Saison 2020 wechselte DeLaGarza zum neuen MLS-Franchise Inter Miami. Dort absolvierte er allerdings nur fünf Ligaspiele und ging im Januar 2021 weiter zu New England Revolution.

### Nationalmannschaft
Am 21. Januar 2012 gab DeLaGarza sein Debüt für die Fußballnationalmannschaft der Vereinigten Staaten in einem Freundschaftsspiel gegen Venezuela.
Dadurch, dass er nur zwei Freundschaftsspiele für die USA bestritt, war er auch spielberechtigt für die guamische Fußballnationalmannschaft. Am 27. August 2013 gab er bekannt für das Außengebiet der USA spielen zu wollen.